# Mohamed El-Kemissi
Mohamed El-Kemissi (em árabe: محمد الكميسي; nascido em 2 de março de 1931) é um ex-ciclista tunisiano. Ele representou sua nação em dois eventos nos Jogos Olímpicos de Verão de 1960, realizados na Itália.